# Elezioni regionali in Emilia-Romagna del 1975
Le elezioni regionali in Emilia-Romagna del 1975 si tennero il 15-16 giugno.

## Risultati elettorali
| Liste                                                  | Voti      | %     | Seggi |
| ------------------------------------------------------ | --------- | ----- | ----- |
| Partito Comunista Italiano (PCI)                       | 1.363.477 | 48,29 | 26    |
| Democrazia Cristiana (DC)                              | 713.036   | 25,25 | 13    |
| Partito Socialista Italiano (PSI)                      | 288.928   | 10,23 | 4     |
| Partito Socialista Democratico Italiano (PSDI)         | 146.492   | 5,19  | 2     |
| Partito Repubblicano Italiano (PRI)                    | 109.941   | 3,89  | 2     |
| Movimento Sociale Italiano - Destra Nazionale (MSI-DN) | 103.810   | 3,68  | 1     |
| Partito Liberale Italiano (PLI)                        | 52.187    | 1,85  | 1     |
| Partito di Unità Proletaria per il Comunismo (PdUP)    | 45.651    | 1,62  | 1     |
| Totale                                                 | 2.823.522 |       | 50    |

| Riepilogo dei seggi | Riepilogo dei seggi | Riepilogo dei seggi | Riepilogo dei seggi | Riepilogo dei seggi | Riepilogo dei seggi | Riepilogo dei seggi |
| ------------------- | ------------------- | ------------------- | ------------------- | ------------------- | ------------------- | ------------------- |
|                     |                     |                     |                     |                     |                     |                     |
| PdUP                | 1                   | Nuovo               |                     | PCI                 | 26                  | ▲ 2                 |
| PSI                 | 4                   | ▲ 1                 |                     | PSDI                | 2                   | ▼ 1                 |
| PRI                 | 2                   | ━                   |                     | DC                  | 13                  | ▼ 1                 |
| PLI                 | 1                   | ━                   |                     | MSI-DN              | 1                   | ━                   |
| PSIUP               | 0                   | ▼ 2                 |                     |                     |                     |                     |

## Consiglieri eletti
| Collegio      | Lista                                         | Eletto                |
| ------------- | --------------------------------------------- | --------------------- |
| Bologna       | Partito Comunista Italiano                    | Guido Fanti           |
| Bologna       | Partito Comunista Italiano                    | Sergio Cavina         |
| Bologna       | Partito Comunista Italiano                    | Dante Stefani         |
| Bologna       | Partito Comunista Italiano                    | Adamo Vecchi          |
| Bologna       | Partito Comunista Italiano                    | Cesare Baccarini      |
| Bologna       | Partito Comunista Italiano                    | Mauro La Forgia       |
| Bologna       | Democrazia Cristiana                          | Gianfranco Galletti   |
| Bologna       | Democrazia Cristiana                          | Fernando Felicori     |
| Bologna       | Democrazia Cristiana                          | Renzo Contini         |
| Bologna       | Partito Socialista Italiano                   | Silvano Armaroli      |
| Bologna       | Partito Socialista Democratico Italiano       | Gino Gabusi           |
| Bologna       | Movimento Sociale Italiano - Destra Nazionale | Alessandro Mazzanti   |
| Bologna       | Partito Liberale Italiano                     | Giandonato Di Matteo  |
| Bologna       | Partito di Unità Proletaria per il Comunismo  | Carlo Coniglio        |
| Ferrara       | Partito Comunista Italiano                    | Radames Stefanini     |
| Ferrara       | Partito Comunista Italiano                    | Romano Punginelli     |
| Ferrara       | Partito Comunista Italiano                    | Giuseppe Ferrari      |
| Ferrara       | Democrazia Cristiana                          | Guido Zanardi         |
| Ferrara       | Partito Socialista Italiano                   | Renzo Santini         |
| Ferrara       | Partito Socialista Democratico Italiano       | Giancarlo Guarelli    |
| Forlì         | Partito Comunista Italiano                    | Walter Ceccaroni      |
| Forlì         | Partito Comunista Italiano                    | Giorgio Ceredi        |
| Forlì         | Partito Comunista Italiano                    | Antonio Panieri       |
| Forlì         | Democrazia Cristiana                          | Giovannino Bianchi    |
| Forlì         | Democrazia Cristiana                          | Leonardo Melandri     |
| Forlì         | Partito Repubblicano Italiano                 | Libero Gualtieri      |
| Forlì         | Partito Socialista Italiano                   | Ottorino Bartolini    |
| Modena        | Partito Comunista Italiano                    | Osanna Menabue        |
| Modena        | Partito Comunista Italiano                    | Lanfranco Turci       |
| Modena        | Partito Comunista Italiano                    | Giuseppe Gavioli      |
| Modena        | Partito Comunista Italiano                    | Giovanni Romagnoli    |
| Modena        | Democrazia Cristiana                          | Enrico Menziani       |
| Modena        | Democrazia Cristiana                          | Rossano Bellelli      |
| Parma         | Partito Comunista Italiano                    | Fausto Bocchi         |
| Parma         | Partito Comunista Italiano                    | Ivanoe Sensini        |
| Parma         | Democrazia Cristiana                          | Giampaolo Usberti     |
| Parma         | Democrazia Cristiana                          | Corrado Truffelli     |
| Parma         | Partito Socialista Italiano                   | Giuseppe Righi        |
| Piacenza      | Partito Comunista Italiano                    | Giancarlo Boiocchi    |
| Piacenza      | Partito Comunista Italiano                    | Carlo Berra           |
| Piacenza      | Democrazia Cristiana                          | Agostino Covati       |
| Ravenna       | Partito Comunista Italiano                    | Veniero Lombardi      |
| Ravenna       | Partito Comunista Italiano                    | Angelo Pescarini      |
| Ravenna       | Partito Comunista Italiano                    | Decimo Triossi        |
| Ravenna       | Democrazia Cristiana                          | Natalino Guerra       |
| Ravenna       | Partito Repubblicano Italiano                 | Secondo Bini          |
| Reggio Emilia | Partito Comunista Italiano                    | Jone Bartoli          |
| Reggio Emilia | Partito Comunista Italiano                    | Giannetto Magnanini   |
| Reggio Emilia | Partito Comunista Italiano                    | Emilio Alfonso Severi |
| Reggio Emilia | Democrazia Cristiana                          | Paride Bondavalli     |